# Lenguas chon
Las lenguas chon forman una familia de lenguas indígenas de la Patagonia en América del Sur. El grupo fue propuesto por Roberto Lehmann Nitsche  en 1913 con el nombre tshon y en la forma que se lo concibe actualmente incluye al idioma tehuelche, hablado en Argentina y cercano a la extinción, al teushen cercano al tehuelche y a las lenguas extintas de Tierra del Fuego, el selk'nam y el haush. El término chon se tomó de la raíz que significa 'gente' en estas lenguas (tehuelche č'ōnk 'gente', 'hombre' selk'nam ch'óon 'hombre, humano').
No hay acuerdo entre los lingüistas acerca del resto de sus miembros, porque existen dudas sobre la filiación lingüística de los grupos septentrionales de indígenas pámpidos, tales como los querandíes o los puelches. Casamiquela aporta información para considerar el puelche parte de esta familia.

## Clasificación

### Clasificación interna
A fines del siglo XIX se intentó por primera vez relacionar las lenguas tehuelche, teushen, ona y haush. Posteriormente, Darapsky buscó establecer una relación entre estas lenguas y el idioma de los puelches o günün a küna.

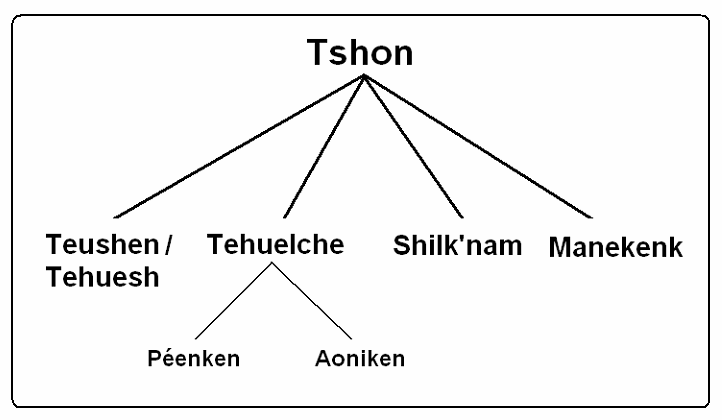
Clasificación de la familia según Lehmann-Nitsche, 1913.

Para Lehmann Nitsche, las lenguas de la Pampa y la Patagonia se dividían en dos grupos, las lenguas tshon y las lenguas het. Se refirió al primero de ellos en 1913 en "El grupo lingüístico tshon de los territorios magallánicos" y de acuerdo a sus conclusiones, lo conformaban la lengua teushen o tehuesh, la tehuelche dividida en los dialectos péenken y aoniken, la shilk'nam y la manekenk. Consideraba que la lengua het era hablada por un grupo que se ubicaba al noreste de los hablantes de lenguas chon y que se había hablado hasta el siglo XVIII en la parte sur y la sudoeste de la provincia de Buenos Aires.  
En la obra "El complejo tehuelche" de 1949, Federico Escalada rechazaba la existencia de las lenguas het por considerar que el vocabulario recopilado por el sacerdote jesuita Thomas Falkner en el siglo XVIII y que fue usado como base por Lehmann Nitsche para postular que había un grupo het, en realidad podía explicarse como una lista de términos mapuches y tehuelches. Por eso propuso que en lugar de las lenguas chon y las het se agrupara a todas las lenguas entre el norte de la Patagonia y Tierra del Fuego en un solo tronco lingüístico que llamó ken por considerar que era esta la palabra para "gente" en esas lenguas. Según esta hipótesis, los miembros del grupo de lenguas ken eran los gününa küne, con su lengua gününa iájech; los chewache kenk, con el teushen; los aonikenk con el aoniko áish y que incluirían a los mecharnue; los shelknam y los manekenk.
Por su parte, el investigador Benigno Ferrario rechazó que pudiera haber una relación entre las lenguas de los tehuelches septentrionales (gününa küne) y los meridionales, asegurando que no era posible encontrar semejanzas léxicas ni morfológicas entre ellas. De este modo rebatía a Darapsky y a Escalada, sin pronunciarse sobre las relaciones entre el teushen y el aonikenk.  
El antropólogo argentino Rodolfo Casamiquela en su artículo "Sobre el parentesco de las lenguas patagónicas" de 1956 comentó y rectificó el trabajo de Escalada, diciendo que los chewache kenk eran los mismos gününa küne y que los mecharnue habrían pertenecido al grupo de los tehuelches meridionales boreales, cuya lengua habría sido el teushen. Este autor planteaba el parentesco entre los pueblos patagónicos a quienes extendía el nombre de "tehuelches", incluía a los querandíes con el nombre de tehuelches septentrionales boreales y de cuyo idioma se tienen muy pocos datos; a los puelches o gününa küne, que él llamó tehuelches septentrionales australes y cuya lengua se extinguió en la década de 1960 y Viegas Barros relacionó con el querandí; a los tehuelches meridionales boreales, hablantes de teushen, que alcanzó a ser descrita por Lehmann Nitsche antes de su desaparición por la presión de los idiomas circundantes; y, finalmente, a los tehuelches meridionales australes, también conocidos como aonek'enk, patagones o simplemente tehuelches, de cuya lengua se tienen vocabularios y descripciones más completas.

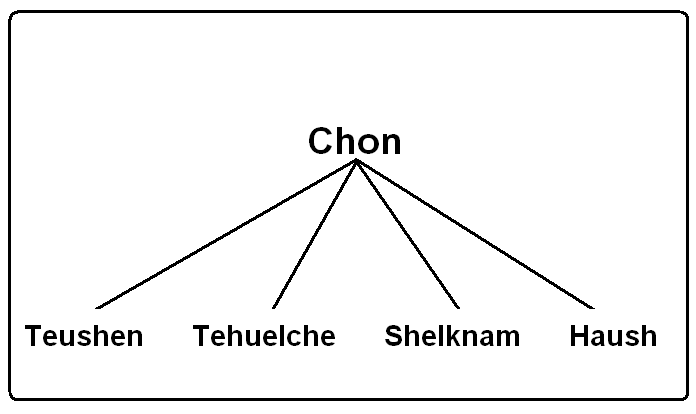
Clasificación de la familia según Suárez, 1970.

En el artículo "Clasificación interna de la familia lingüística Chon.", el lingüista Jorge Suárez buscó determinar la situación de las lenguas y dialectos de esta familia mediante la comparación de listas de vocabularios. Para él, la familia estaba compuesta por cuatro lenguas: teushen, tehuelche, shelknam y haush. Según el autor, la evidencia existente no permite incluir al gününa küne como un miembro de la familia, aunque tampoco permite descartarlo. En este estudio probó que el teushen y el tehuelche eran dos lenguas emparentadas recurriendo a la comparación de elementos gramaticales y de léxico. Además, advirtió de la poca utilidad de hacer subdivisiones en lenguas y dialectos basándose en los nombres de grupos o tribus y de la posibilidad de que los vocabularios usados como fuente contuvieran muchos préstamos a causa de la existencia entre los tehuelches de un tabú lingüístico relacionado con el nombre de un muerto.

### Parentesco posible con otras familias
En un estudio de Mary Key y Christos Claris de 1978, se señala que sería posible que existiera relación entre las lenguas chon y el idioma kawésqar de los canales patagónicos. Se ha especulado que la familia chon podría estar relacionada con las lenguas mosetén formando una hipotética familia mosetén-chon o incluso podría estrar relacionada con las lenguas pano-tacanas. Aunque la evidencia en favor de esto es inconcluyente. De hecho, en 1978, Key publicó otro estudio relacionado en que se explicaba mediante un diagrama las interrelaciones entre varias lenguas y grupos; allí, las lenguas chon y el kawésqar procedían de un proto-qawasqar-chon descendiente de un proto-pano-tacana que en otra rama incluía al pano-tacano, al mosetén, al yuracaré y al mapudungun. Sin embargo, las conclusiones de este estudio y otros emprendidos por Key y otros autores de la época se consideran prematuras por la baja calidad de algunos materiales que emplearon para llevarlos a cabo.
Más especulativa aún es la clasificación de Joseph Greenberg, bastante discutida en la actualidad, las lenguas chon son un subrupo de las lenguas amerindias del grupo andino meridional.
El proyecto de clasificación ASJP, basado en similitud léxica, agrupa al selknam y al tehuelche como "Chon propiamente tal" y los relaciona con el idioma extinto de los payaguaes del Chaco y con lenguas del grupo mataco de la familia lenguas mataco-guaicurúes de esa misma zona.

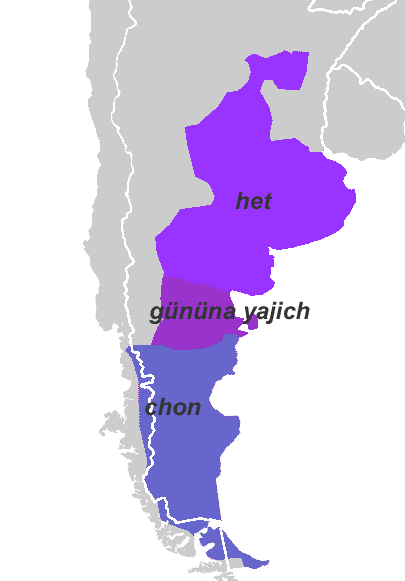
Lenguas het, idioma gününa küne y lenguas chon.

Para Viegas-Barros la evidencia léxica disponible permite relacionar tentativamente las lenguas de esta familia en un grupo mayor, que él denomina lenguas tehuelches, en que también se encontrarían el puelche o gününa yajüch y el querandí¿:

|  | Teushen   |
|  |           |
|  | Tehuelche |
|  |           |

|  | Haush    |
|  |          |
|  | Selk'nam |
|  |          |

|  | Teushen   |
|  |           |
|  | Tehuelche |
|  |           |

|  | Haush    |
|  |          |
|  | Selk'nam |
|  |          |

|  | Puelche  |
|  |          |
|  | Querandí |
|  |          |

|  | Teushen   |
|  |           |
|  | Tehuelche |
|  |           |

|  | Haush    |
|  |          |
|  | Selk'nam |
|  |          |

|  | Teushen   |
|  |           |
|  | Tehuelche |
|  |           |

|  | Haush    |
|  |          |
|  | Selk'nam |
|  |          |

|  | Puelche  |
|  |          |
|  | Querandí |
|  |          |

## Comparación léxica
La división de las lenguas chon entre el grupo septentrional, central o tehuelche-teushen (TT) y meridional o selk'nam-haush (SH) puede verse sencillamente a partir de los numerales:
| GLOSA | Chon norte | Chon central     | Chon central | Chon central  | Chon meridional  | Chon meridional | Chon meridional |
| GLOSA | Puelche    | Tehuelche        | Teushen      | proto-TT      | Selknam          | Haush           | proto-SH        |
| ----- | ---------- | ---------------- | ------------ | ------------- | ---------------- | --------------- | --------------- |
| '1'   | čia        | čočeʔ            | čewken       | *čewk-        | sōs              | setaul          | ?               |
| '2'   | beč        | h'awke           | xewkay       | *h'ewke       | sōki             | aim             | ?               |
| '3'   | geč        | qa'aš            | keaš         | *qe'aš        | sauke            | šaukn           | *šauk-          |
| '4'   | mala       | qāge             | kekaguy      | *qaga-        | konisōki         | ?               | ?               |
| '5'   | damca      | k't'en           | keytsum      | *k't'ɨm       | kísmarei         | ?               | *kism- (?)      |
| '6'   | čiman      | weneqaš          | wenekaš      | *wenik'+qe'aš | karikonisōki     | ?               | ?               |
| '7'   | kačbeča    | qōke / aiéke     | kuka         | *qoka         | karikísmarei     | ?               | ?               |
| '8'   | buša       | wenik'qāge (poš) | wenekekage   | *wenik'+qage  | karikeikonisōkia | ?               | ?               |
| '9'   | čiba       | xamaqt'en        | kekaxetsum   | *-qt'ɨm       | kaukenkísmarei   | ?               | ?               |
| '10'  | zamazc     | (o)qaken         | xaken        | *qaken        | karaikísmarei    | ?               | ?               |

- En el proto-tehuelche-teushen se identifica además el formante wenik'- 'doble'.
- El sistema numeral del selk'nam es complicado ya que en él se identifican los formantes koni-,  kari- y karai- (todos ellos parecen indicar alguna relación con el significado '2') y kauken- (aparentemente relacionado con '4').
- La forma poš es un posible préstamo del mapudungun pura.